# Carlo Secchi
Carlo Secchi (ur. 4 lutego 1944 w Mandello del Lario) – włoski ekonomista, nauczyciel akademicki i polityk, profesor, senator, poseł do Parlamentu Europejskiego IV kadencji, w latach 2000–2004 rektor Uniwersytetu Bocconi.

## Życiorys
Absolwent ekonomii na Uniwersytecie Bocconi, kształcił się następnie na Uniwersytecie Erazma w Rotterdamie. Zawodowo związany z macierzystą uczelnią, gdzie doszedł do stanowiska profesora zwyczajnego w zakresie polityki gospodarczej. Pełnił funkcję prorektora, a od 2000 do 2004 rektora tego uniwersytetu. Pracował również m.in. jako badacz w instytucie ekonomicznym w Rotterdamie, a także wykładowca uczelni w Mediolanie, Sassari i Trydencie, gdzie był dziekanem wydziału ekonomicznego. Zajmował stanowiska wiceprzewodniczącego stowarzyszenia CEMS (1988–1993) i przewodniczącego organizacji European Association of Development Research and Training Institutes EADI (1990–1993).
Był działaczem Chrześcijańskiej Demokracji. Od 1971 do 1988 pełnił funkcję radnego swojej rodzinnej miejscowości. Po rozpadzie chadecji dołączył w 1994 do Włoskiej Partii Ludowej, z jej listy od 1994 do 1999 sprawował mandat eurodeputowanego IV kadencji. W latach 1994–1996 był jednocześnie członkiem włoskiego Senatu XII kadencji. W drugiej połowie lat 90. zasiadał we władzach Zjednoczonych Chrześcijańskich Demokratów.